# Magyar agár
Magyar agár är en hundras från Ungern som är en korthårig vinthund. Föregångaren till magyar agár tros ha följt med vid magyarernas intåg på 800-talet. Ungerska vinthundar skall ha omnämnts redan av ungrarnas förste ledare Árpád (ca  850-907). Den har varit en populär jakthund hos framför allt den ungerska adeln. När intresset för hundkapplöpning ökade under 1900-talet skedde inkorsning med greyhound. 1966 erkändes rasen av Fédération Cynologique Internationale (FCI) som enskild ras.